# Харківський державний професійно-педагогічний фаховий коледж імені В. І. Вернадського
Харківський державний професійно-педагогічний фаховий коледж імені В.І. Вернадського — державний вищий навчальний заклад І рівня акредитації, підпорядкований Міністерству освіти і науки України та розташований у Харкові.

## Історія
Коледж створено наказом Міністерства освіти і науки України від 20.06.1997 р. № 218. Він є правонаступником Першого та Другого Харківських індустріально-педагогічних технікумів, які були ліквідовані при реформуванні мережі вищих навчальних закладів згідно з Постановою Кабінету Міністрів України від 29.05.1997 р. № 526 «Про вдосконалення мережі вищих навчальних закладів та професійно-технічних закладів».
У будівлі, де розміщується технікум, спочатку розташовувався Харківський казенний і поштовий двори, які вперше згадуються у документах 1785 року. У 30-х роках 19 ст. будівля була міською садибою, яка належала німецькому барону Г. Ольденборгену. У 1840 році садиба була відкуплена міською владою для влаштування тут гімназії з благородним пансіоном. Історія гімназії бере свій початок з 2 лютого 1768 року, коли була заснована під назвою «Харьковское казенное училище с прибавочными классами» і потім у 1841 році дістала назву «Першої Харківської чоловічої гімназії». У 1944 році будівлю було передано Харківському індустріально-педагогічному технікуму.
За роки існування технікуму підготовлено понад 15 тисяч майстрів виробничого навчання. Багато з них успішно працюють на ниві професійної освіти директорами професійно-технічних навчальних закладів, заступниками директорів, старшими майстрами й майстрами виробничого навчання.
Сьогодні технікум — багатофункціональний заклад у системі фахової передвищої освіти, який забезпечує реалізацію потреб людини у здобутті професійної та вищої освіти, оволодінні робітничими професіями, кваліфікацією відповідно до її інтересів, здібностей, стану здоров'я та соціального замовлення суспільства й держави.
Головним завданням технікуму як із початку заснування, так і на сьогоднішній день є підготовка педагогічних кадрів — майстрів виробничого навчання на замовлення професійно-технічних навчальних закладів не тільки Харківського регіону, а й усієї України. За роки існування технікум зберіг широку географію вступників, створив специфічну за своїм змістом матеріально-технічну базу, інфраструктуру, педагогічний колектив та традиції.

## Структура, спеціальності
Технікум готує молодших спеціалістів та фахових молодших бакалаврів за фахом:
- 015.01 Професійна освіта. Будівництво («Будівництво та експлуатація будівель і споруд», «Монтаж і обслуговування внутрішніх санітарно-технічних систем і вентиляції»);
- 015.16 Професійна освіта. Сфера обслуговування;
- 015.07 Професійна освіта. Електротехніка те електромеханіка;
- 015.18 Професійна освіта. Технологія виробництва і переробка продуктів сільського господарства;
- 015.20 Професійна освіта. Транспорт.